# Paspalum sparsum
Paspalum sparsum är en gräsart som beskrevs av Mary Agnes Chase. Paspalum sparsum ingår i släktet tvillinghirser, och familjen gräs. Inga underarter finns listade i Catalogue of Life.